# Mlada Maria
Mlada (imię zakonne Maria) (ur. po 935, zm. 9 kwietnia 994) – czeska księżniczka, córka Bolesława Srogiego, zakonnica.

## Życiorys
Prawdopodobnie już we wczesnej młodości otrzymała staranne wykształcenie. Za panowania papieża Jana XIII przebywała w Rzymie w celu uzyskania biskupstwa dla Czech, na co otrzymała zgodę papieża w liście pochodzącym najprawdopodobniej z 967. Podczas pobytu w Rzymie uzyskała również godność opatki zakonu benedyktynek pod imieniem Marii oraz zgodę na założenie klasztoru tej regułu przy kościele św. Jerzego w Pradze.